# اونا بوگیشا

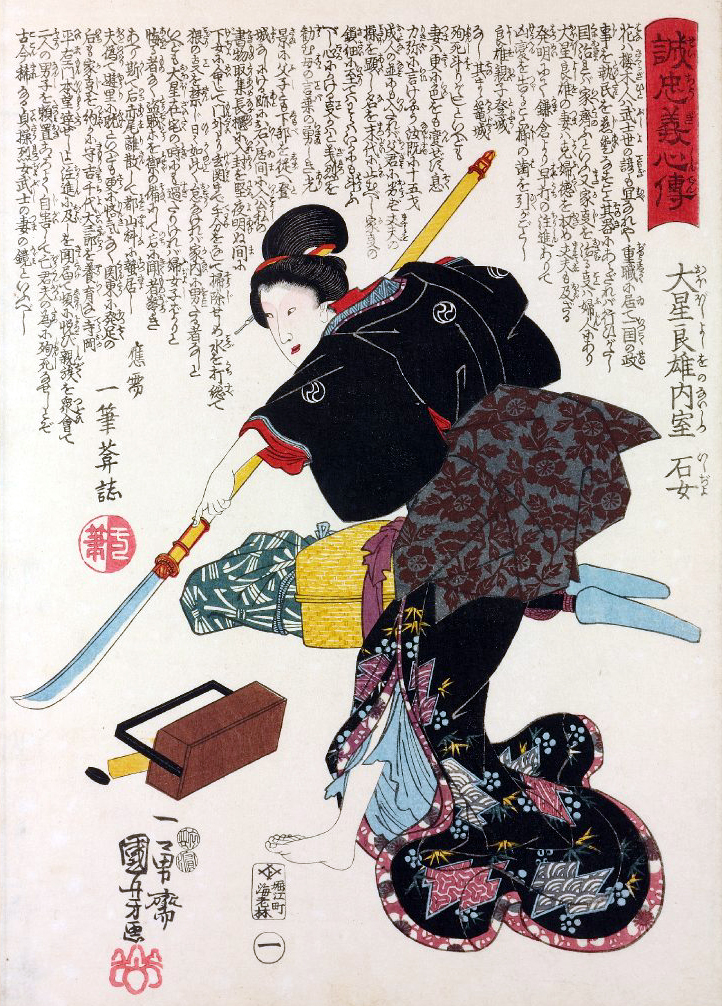

اونّا-بوگیشا (به ژاپنی: 女武芸者 Onna-bugeisha) اصطلاحی است که به زنان سلحشور در ژاپن قبل از مدرن اشاره دارد. این زنان عموماً در مواقع ضروری در کنار مردان سامورایی درگیر جنگ می‌شدند. آنها اعضای طبقه سامورایی در نظام ارباب‌رعیتی ژاپن بودند و برای استفاده از سلاح برای محافظت از خانواده، خانواده و ناموس خود در زمان جنگ آموزش دیده بودند. زنانی مانند توموئه گوزن و ناکانو تاککو نمونه‌های معروف اونّا-بوگیشا هستند.